# Wilhelm Kühne
Wilhelm Kühne (Amburgo, 28 marzo 1837 – Heidelberg, 10 giugno 1900) è stato un fisiologo tedesco.

## Vita e carriera universitaria
Dopo aver frequentato il ginnasio a Lüneburg, studiò all'Università di Göttingen, dove ebbe Friedrich Wöhler come insegnante di chimica e Rudolph Wagner come insegnante di fisiologia. Si laureò nel 1856 e studiò sotto la direzione di molti famosi fisiologi, tra i quali Emil du Bois-Reymond a Berlino, Claude Bernard a Parigi e Carl Ludwig e Ernst Wilhelm von Brücke a Vienna.
Alla fine del 1863 entrò in carica al dipartimento di chimica del laboratorio di patologia di Berlino, sotto la direzione di Rudolf Virchow. Nel 1868 fu assunto come professore di fisiologia ad Amsterdam e nel 1871 fu scelto come successore di Hermann von Helmholtz nello stesso ruolo all'Università di Heidelberg, ove morì nel 1900.

## Gli studi
La sua opera originale si incentra su due argomenti principali: da un lato, la fisiologia dei muscoli e dei nervi (argomento dei suoi primi studi); dall'altro, la chimica della digestione, che iniziò a studiare a Berlino con Virchow. È conosciuto anche per le sue ricerche sulla vista e sulle trasformazioni chimiche che avvengono nella retina per effetto della luce. Cercò di elaborare una teoria della vista fotochimica basata sulla rodopsina, descritta da Franz Christian Boll nel 1876, ma anche se riuscì a stabilirne l'importanza rispetto alla vista in casi di luce poco intensa, la sua assenza dall'area retinale della visione più nitida rendeva incompleta la teoria e ne rese impossibile l'accettazione generale.
È ricordato anche per aver coniato il termine enzima.